# Catumbela (ort)
Catumbela är en ort i Angola.   Den ligger i provinsen Benguela, i den västra delen av landet, 400 kilometer söder om huvudstaden Luanda. Catumbela ligger 12 meter över havet och antalet invånare är 16 977.

## Terräng och klimat
Terrängen runt Catumbela är platt åt nordväst, men åt sydost är den kuperad. Runt Catumbela är det ganska glesbefolkat, med 24 invånare per kvadratkilometer.. Närmaste större samhälle är Lobito, 7,4 kilometer norr om Catumbela.
Omgivningarna runt Catumbela är en mosaik av jordbruksmark och naturlig växtlighet. Savannklimat råder i trakten. 